# Blackstar
Blackstar (stilizovano ★) je dvadeset šesti i poslednji studijski album engleskog muzičara Dejvida Bouija. Izdat je širom sveta putem izdavačkih kuća ISO, RCA, Kolumbija i Soni 8. januara 2016. na dan Bouijevog 69. rođendana. Album je pretežno snimljen u studijima The Magic Shop i Human Worldwide Studios u saradnji sa Bouijevim dugogodišnjim koproducentom Tonijem Viskontijem, njujorškim saksofonistom Donijem MekKazlinom i njegovim kvintetom, u čijem su sastavu i bubnjar Mark Gilijana, kao i pijanista Džejson Lander. 
Dva dana nakon što je album izdat, Boui je preminuo usled raka jetre. Do tog trenutka, njegova bitka sa bolešću nije bila poznata javnosti. Od koproducenta Viskontija saznajemo da je Bouvi imao nameru da ovaj album bude njegova „labudova pesma" i poslednji poklon obožavateljima njegove muzike. Po svom izlasku, album je naišao na odobravanje kritičara i komercijalni uspeh, popevši se na vrh rang lista u brojnim zemljama i postavši Bouijev prvi album koji je zauzeo mesto broj jedan na Bilbord 200 listi u Sjedinjenim Američkim Državama. Album se zadržao na prvom mestu UK čarts-a tri nedelje. Blackstar je bio peti najprodavaniji album te godine godine globalno. Takođe, bio je i najprodavaniji album na svetu dve nedelje za redom, prodavši se u preko 969 000 primeraka do kraja januara 2016. U aprilu 2017. zabeleženo je da je album prodat u više od 1 900 000 primeraka zbog čega je nagrađen zlatnim i platinumskim sertifikatima u Sjedinjenim Američkim Državama i Ujedinjenom Kraljevstvu.
Na 59. Godišnjim Gremi nagradama, album je osvojio nagrade za najbolji alternativni album, najbolji inžrenjering zvuka za album neklasične muzike, kao i nagradu za najbolji omot, a sam singl „" osvojio je nagrade za najbolji rok performans i za najbolju rok pesmu. Album je takođe dobio titulu „Britanskog albuma godine" na „Brit Avords nagradama 2017, dok ga je Metakritik nazvao kritički najodlikovanijim albumom te godine.

## Pozadina i snimanje
Boui je snimio Blackstar boreći se sa rakom jetre, što će ostati nepoznato za javnost sve do trenutka njegove smrti, dva dana nakon izlaska albuma. Slično njegovom prethodnom albumu , Blackstar je u tajnosti snimljen u studijima  i Human Worldwide Studios u Njujorku. Bouvi je započeo komponovanje i pravljenje demo pesama za Blackstar čim je . Regrutovao je lokalni Njujorški džez ansambl, kog predvodi Doni MekKazlin, kao pomoćni bend prilikom snimanja.
Dve pesme koje se pojavljuju na Blackstar-u, „Sue (Or in a Season of Crime)" i „Tis a Pity She Was a Whore", bile su prethodno objavljene, ali su bile namenjene za Blackstar. Deonice za saksofon je u potonjoj pesmi na albumu odsvirao MekKazlin, zamenivši delove koje je Bouvi odsvirao u prvobitnoj verziji. Ime te pesme je preuzeto iz naziva predstave 'Tis Pity She's a Whore, koju je napisao Džon Ford, engleski dramaturg iz 17. veka. MekKazlin i ostatak džez grupe snimili su svoje deonice u studiju između januara i marta 2015. i navodno su bili nesvesni da se Bouvijevo zdravlje u tom periodu pogoršavalo. Prema rečima MekKazlina, bend je sarađivao sa Bouijem „otprilike između 11 i 16 časova svakodnevno", dok je basista Tim Lefebvre izjavio da im „Ni u jednom trenutku nije izgledao bolesno. Pesma „Lazarus" bila je uključena i u Bouvijev mjuzikl pod istim imenom.

## Kompozicija i uticaji
Prema rečima producenta Tonija Viskontija, Bouvi i on su namerno pokušavali da izbegnu uticaje rokenrola prilikom komponovanja albuma. Umesto toga, Viskonti navodi da su obojica obilno slušali repera Kendrika Lamara i njegov album „To Pimp A Butterfly", što je imalo veliki uticaj na sam zvuk albuma. Elektronski duo  i eksperimentalni hip hop trio  takođe su navedeni kao inspiracije.  Muzika Blackstara okarakterisana je kao spoj art roka, džeza i eksperimentalnog roka i sadrži elemente industrijalnog roka, folk-popa i hip hopa. Saksofon je bio prvi instrument koji je Boui naučio da svira; u svojoj mladosti bio je zagriženi džez slušalac i tokom svoje karijere je u više navrata sarađivao sa džez muzičarima. Pesma koja deli ime sa albumom sadrži elemente nju džeza, esid hausa i uticaje bluza. Endi Grin, kritičar za „Roling Stoun časopis, primetio je da za razliku od prvobitne verzije, studijsku verziju pesme „'Tis a Pity She Was a Whore" pokreće hip hop ritam i saksofonska improvizacija,,Dollar Days", šesta pesma na albumu, stvorena je na dan snimanja u studiju. MekKazlin je opisao da je Boui, prihvativši se gitare, na licu mesta smislio melodiju za pesmu na koju su se ostali muzičari nadovezali. Na „I Can't Give Everything Away", poslednjoj pesmi na albumu, Bouvi svira melodiju na usnoj harmonici koja je veoma slična temi pesme „A New Career in a New Town" sa njegovog albuma Low iz 1977.
Bilbord i CNN napisali su da se Bouijevi tekstovi nadovezuju na temu njegove neizbežne smrti, dok CNN primećuje da album „otkriva čoveka koji se suočava sa sopstvenom konačnošću". „Lazarus", treća numera na albumu, značajna je zbog stihova „Look up here, I'm in heaven / I've got scars that can't be seen"  (Pogledaj gore, u raju sam/ Moji se ožiljci ne vide") koji su se pojavljivali u brojnim naslovima u vezi sa Bouijevom smrću 10. januara. „I Can't Give Everything Away" sadrzi stihove „Seeing more and feeling less / Saying no but meaning yes / This is all I ever meant / That's the message that i sent" (Više znam, a osećam manje / Dok „ne" naglas zborim, „da" u sebi govorim / To je sve što sam ikad hteo / Na to sam svoju poruku sveo"), što je navelo Nila MekKormika iz Dnevnog Telegrafa da ovu pesmu protumači kao trenutak gde „Boui zvuči kao da se sukobljava sa sopstvenom misterioznošću",,Girl Loves Me", peta numera na albumu, napisana je koristeći Nadsat, fiktivni jezik kog je stvorio Entoni Berdžes za potrebe svog romana „Paklena pomorandža" iz 1962. Ova pesma takođe upotrebljava Polari, vrstu slenga koju su koristili homoseksualci u Engleskoj sredinom 20. veka.

## Pakovanje
Omot za Blackstar dizajnirao je Džonatan Barnbruk, koji je dizajnirao omote i za Bouijeve albume ]], Reality i . Iz knjižice koja dolazi uz CD saznajemo da je crna zvezda sa naslovne strane Nasin dizajn. Pet delića zvezda koji se nalaze ispod glavne zvezde ispisuju BOWIE stilizovanim slovima. Crni omot za ploču sadrži isečak zvezde u sredini koji otkriva ploču sa skroz crnom nalepnicom. Kada se ploča izvadi, na poleđini omota nalazi se skrivena slika zvezdanog neba, koja postaje vidljiva kada se omot izloži dnevnoj svetlosti. Fanovima je bilo potrebno više od 4 meseca da to otkriju. Dizajner tomota tvrdi da se u pakovanju za ploču nalaze i mnogobrojna druga iznenađenja. Muzički novinari su istakli da „crne zvezde" u snimcima tkiva često upućuju radiologe na izvesne vrste raka. Nakon Bouijeve smrti, Barnbruk je objavio sve elemente dizajna za Blackstar  pod „Creative Commons NonCommercial-ShareAlike" licencom.

## Promocija
Pesma Blackstar je objavljena kao glavni singl za album 19. novembra 2015. i iskorišćena je za uvodnu špicu serije Poslednji Panteri.
Singl „Lazarus" objavljen je 17. decembra 2015. kao digitalni daunloud, a svetsku premijeru je imao na BBC Radiju 6 istog dana. Muzički video za „Lazarus" objavljen je 7. januara 2016, dan pre nego što je album izašao i tri dana pre Bouijeve smrti.
Album je izdat 7. januara 2016, na dan Bouijevog 69. rođendana.
Blackstar je prodat u 146 000 kopija prve nedelje nakon svog izlaska u Ujedinjenom Kraljevstvu (iste nedelje su se još četiri druga Bouijeva albuma nasla među 10 najprodavanijih, a još dodatnih sedam u 40 najprodavanijih albuma, izjednačivši se sa rekordom koji je postavio Elvis Presli) i u više od 181 000 primeraka u Sjedinjenim Američkim Državama. Nekoliko dana nakon izlaska albuma, Amazon.com je privremeno rasprodao sve verzije albuma na CD-u i na ploči.
Boui je bio najprodavaniji umetnik na ploči u Ujedinjenom Kraljevstvu, sa 5 albuma među najprodavanijih 30, uključujući Blackstar koji je bio najprodavaniji album na ploči te godine. Prodat je u duplo više primeraka od najprodavanijeg albuma prethodne godine, „25" od Adel.

## Lista pesama
Sve pesme je napisao Dejvid Bouvi, osim onih gde je onaznačeno.
1. „" - 9:57
2. „'Tis a Pity She Was a Whore" - 4:52
3. „" - 6:22
4. „" - 4:40 muziku su komponovali Bouvi, Marija Šnajder, Pol Bejtman i Bob Bamra
5. „" - 4:52
6. „" - 4:44
7. „" - 5:47

Ukupna dužina trajanja: 41:14
,,Sue (Or in a Season of Crime)" sadrži elemente iz pesme „Brand New Heavy" od Plastic Soul-a, koju su napisali Bejtman i Bamra. Potonje prezime je konzistentno pogrešno napisano kao "Barma" među podacima o albumu.

## Osoblje

### Muzičari
- Dejvid Boui - vokali, akustična gitara, Fender gitara (na „Lazarusu"), usna harmonika (na „I Can't Give Everything Away"), orkestarski aranžman (na „Blackstar")
- Doni MekKazlin - saksofon, flauta, duvački instrumenti
- Džejson Linder - klavir, vurlicer orgulje, klavijature
- Tim Lebrefe - bas gitara
- Mark Gilijana - bubnjevi, perkusija
- Ben Monder - gitara
- Toni Viskonti - orkestar
- Džejms Marfi - perkusija (na „Sue (Or in a Season of Crime)" i „Girl Loves Me")'

### Producenti
- David Bowie – produkcija, miksing
- Toni Viskonti – produkcija, miksing, inženjering
- Tom Elmhirst – krajnji master miksing
- Džo LaPorta – mastering
- Kevin Kilen – inženjer
- Kabir Hermon – pomoćni inženjer
- Erin Tonkon – pomoćni inženjer
- Džo Visciano – pomoć oko miksinga

### Umetnost
- Barnbrook – album deiyajn
- Jimmy King – fotografija
- Johan Renck – fotografija (Dollar Days" slika)
- NASA – slika zvezde